# 林邊阮氏宅第及花園
22°27′46″N 120°31′49″E / 22.462786°N 120.530336°E
林邊阮氏宅第及花園，是位於臺灣屏東縣林邊鄉竹林村的園邸，列屏東縣歷史建築。

## 歷史

### 建立
林邊阮氏宅第及花園在1933年興建時，產權所有人雖然是阮朝吉，但是由時任高雄州建設局技正的阮朝昂所設計。耗資相當於當時25甲地的價值。

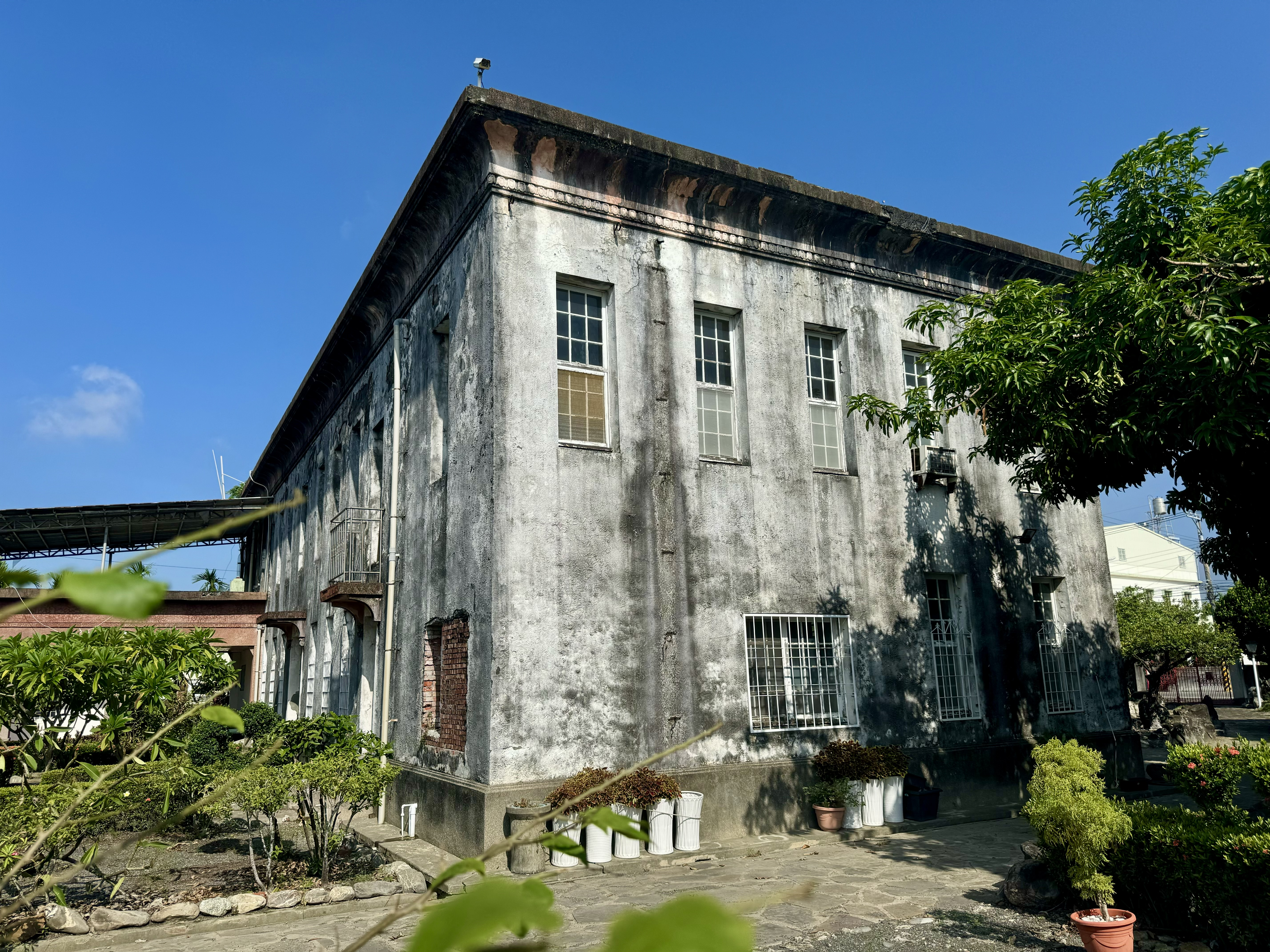
宅第側邊

建築整體占地4500平方公尺，樣貌如二層樓的日本官廳舍，外觀原先為綠色系。材質為鋼筋混凝土加強磚、及大武山石材。建物裝飾從上往下，簷部以長條花紋飾帶收邊，門窗採日式上下拉窗再以拱窗收尾。入口處有雕刻著勳章，上飾方格，下有花瓣裙帶。

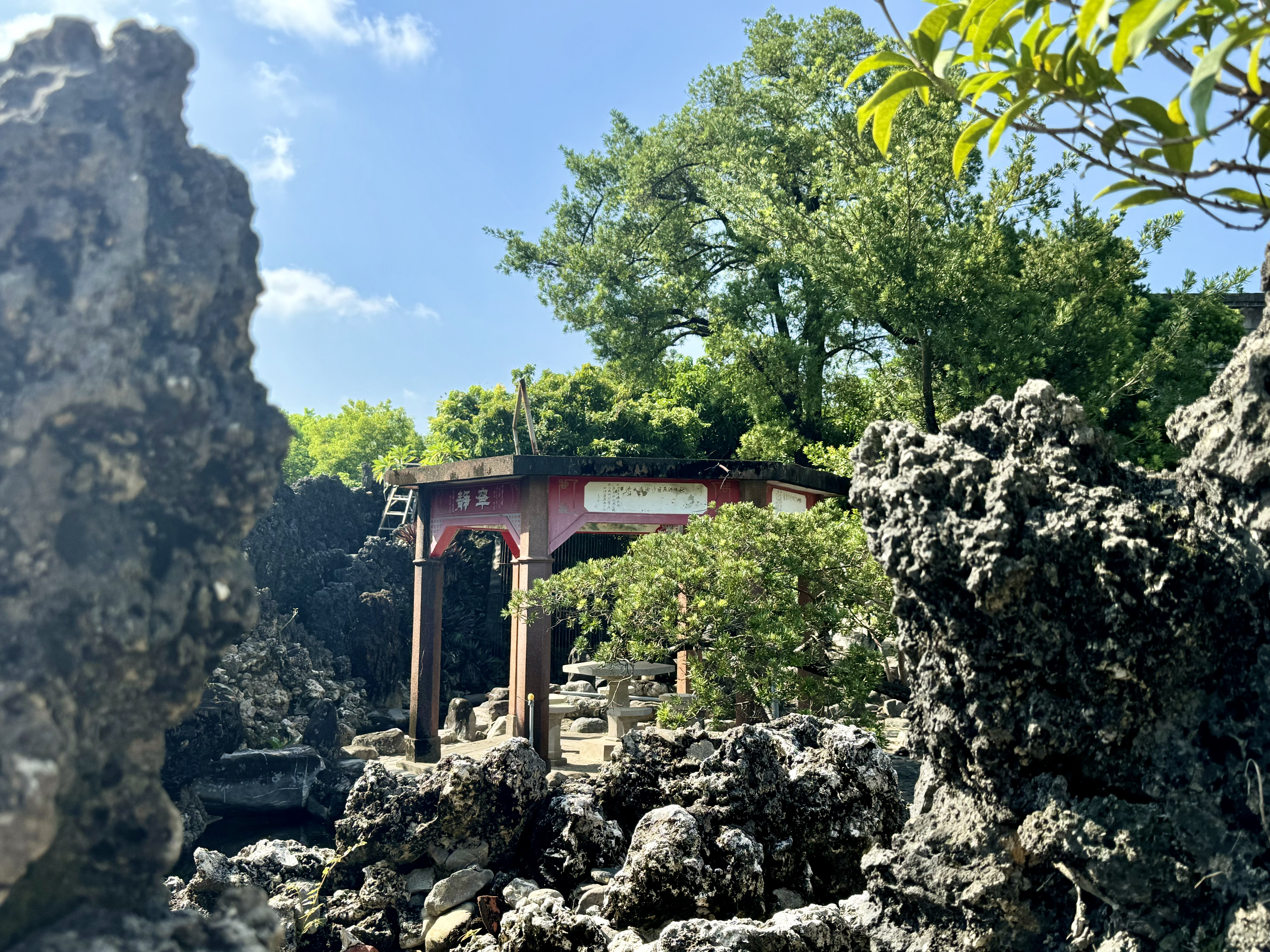
硓𥑮石造景

洋樓左側以硓𥑮石堆疊出江南庭院山水造景，右側以石頭堆疊成歐式迷宮。後側除大花園外，還設計有防空洞。
具竹林村長阮政雄表示，多數石材都是原住民從山上搬運，且費時二、三年才完工。完工後，林邊人以「石頭厝」稱呼。

### 易主

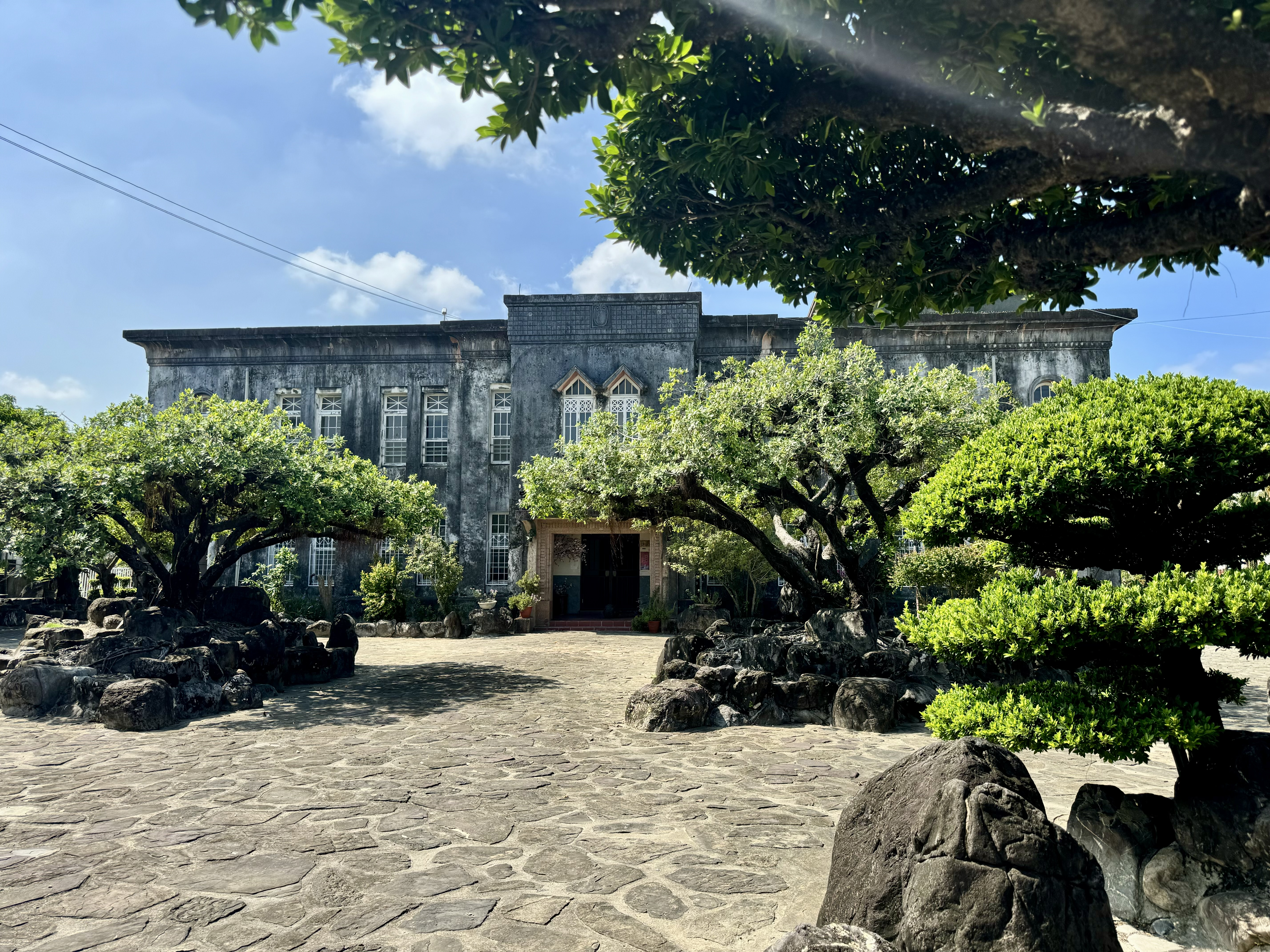
宅第一景

戰後初期，宅第租給孫理蓮的基督教芥菜種會做為原住民醫療服務，後來1971年作為阮朝吉外甥的公司所在。隨著台17線開通，林邊鄉人林國龍與兄長林連白在永樂村開設海鮮餐廳發跡。在1980年時，林國龍以「林邊海產」為號召的永興飯店生意興旺，因此擴充房產。1982年，林國龍便買下阮氏宅第取名「永興花園」作政治人物的招待所，並在房子後方增設佣人房、伙房。
隨著東港鎮以黑鮪魚興起、國道3號通車，讓林邊海鮮餐廳隨漸沒落。林國龍於2005年先賣掉車城鄉的南台灣溫泉大飯店，次年將阮氏宅第抵押法院而易主。同年代，在屏東從事鰻蝦生產的阮嘉瑞，遇到鰻魚養殖市場好轉。阮嘉瑞兒子阮旭揚在日本成功開拓鰻魚市場，因此知名於同行。2010年，阮旭陽買回祖產阮氏宅第。

### 文保
阮氏宅第在2014年列為縣定歷史建築時，建造者第四代於年末時將大型西洋古董家具從波士頓搬進洋樓。但宅邸當時無裝設監視器，這些家具於2016年10月30日凌晨遭竊。
2017年，屏東縣政府出版林奎佑所寫的《戀戀故鄉屏東行：魚夫帶你逛老建築、食在地古早味》一書後，安排旅客由林奎佑帶領探訪林邊阮家花園、佳冬蕭宅等。